# Lijst van county's in West Virginia
De Amerikaanse staat West Virginia is onderverdeeld in 55 county's.

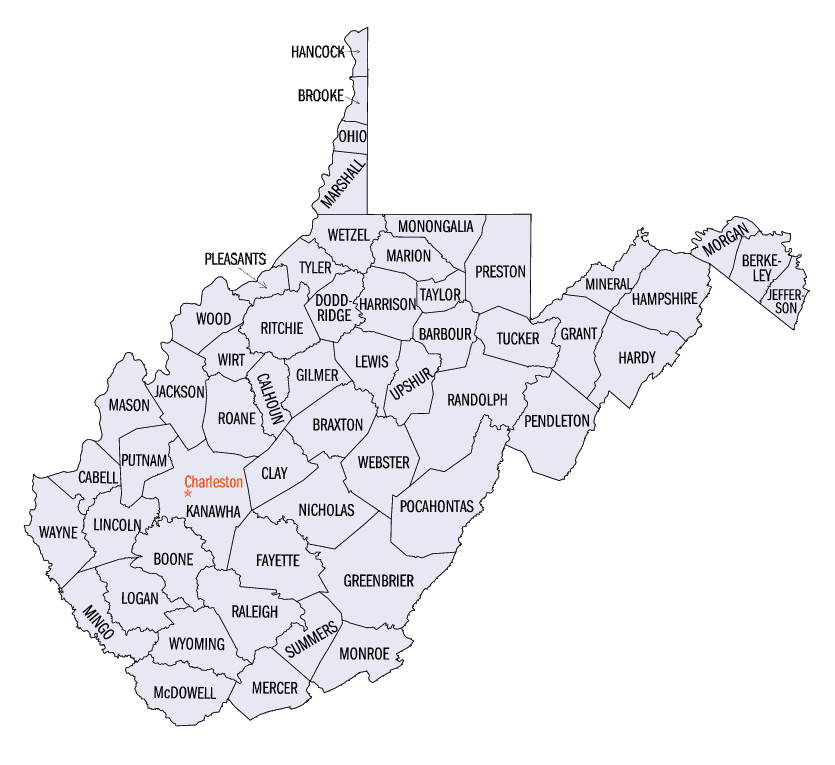
County's van West Virginia

| County        | Inwoners 1 juli 2007 | Hoofdplaats      | Inwoners 1 juli 2007 |
| ------------- | -------------------- | ---------------- | -------------------- |
| Barbour       | 15.532               | Philippi         | 2775                 |
| Berkeley      | 99.734               | Martinsburg      | 16.450               |
| Boone         | 25.201               | Madison          | 2590                 |
| Braxton       | 14.639               | Sutton           | 979                  |
| Brooke        | 23.661               | Wellsburg        | 2612                 |
| Cabell        | 94.435               | Huntington       | 48.982               |
| Calhoun       | 7201                 | Grantsville      | 532                  |
| Clay          | 10.120               | Clay             | 565                  |
| Doddridge     | 7262                 | West Union       | 784                  |
| Fayette       | 46.334               | Fayetteville     | 2659                 |
| Gilmer        | 6907                 | Glenville        | 1465                 |
| Grant         | 11.925               | Petersburg       | 2726                 |
| Greenbier     | 34.586               | Lewisburg        | 3537                 |
| Hampshire     | 22.577               | Romney           | 1933                 |
| Hancock       | 30.189               | New Cumberland   | 1001                 |
| Hardy         | 13.661               | Moorefield       | 2456                 |
| Harrison      | 68.309               | Clarksburg       | 16.341               |
| Jackson       | 28.223               | Ripley           | 3248                 |
| Jefferson     | 50.832               | Charles Town     | 4130                 |
| Kanawha       | 191.306              | Charleston       | 50.478               |
| Lewis         | 17.145               | Weston           | 4226                 |
| Lincoln       | 22.322               | Hamlin           | 1097                 |
| Logan         | 35.629               | Logan            | 1505                 |
| Marion        | 56.728               | Fairmont         | 19.096               |
| Marshall      | 33.148               | Moundsville      | 9232                 |
| Mason         | 25.546               | Point Pleasant   | 4426                 |
| McDowell      | 22.991               | Welch            | 2244                 |
| Mercer        | 61.350               | Princeton        | 6234                 |
| Mineral       | 26.722               | Keyser           | 5254                 |
| Mingo         | 26.755               | Williamson       | 3106                 |
| Monongalia    | 87.516               | Morgantown       | 29.361               |
| Monroe        | 13.537               | Union            | 552                  |
| Morgan        | 16.351               | Berkeley Springs | ---                  |
| Nicholas      | 26.160               | Summersville     | 3313                 |
| Ohio          | 44.398               | Wheeling         | 29.101               |
| Pendleton     | 7650                 | Franklin         | 799                  |
| Pleasants     | 7183                 | St. Marys        | 1900                 |
| Pocahontas    | 8571                 | Marlinton        | 1206                 |
| Preston       | 30.254               | Kingwood         | 2942                 |
| Putnam County | 55.001               | Winfield         | 2039                 |
| Raleigh       | 79.170               | Beckley          | 16.830               |
| Randolph      | 28.292               | Elkins           | 6989                 |
| Ritchie       | 10.371               | Harrisville      | 1827                 |
| Roane         | 15.295               | Spencer          | 2190                 |
| Summers       | 13.202               | Hinton           | 2574                 |
| Taylor        | 16.117               | Grafton          | 5311                 |
| Tucker        | 6868                 | Parsons          | 1381                 |
| Tyler         | 8952                 | Middlebourne     | 820                  |
| Upshur        | 23.508               | Buckhannon       | 5510                 |
| Wayne         | 41.231               | Wayne            | 1128                 |
| Webster       | 9435                 | Webster Springs  | ---                  |
| Wetzel        | 16.432               | New Martinsville | 5585                 |
| Wirt          | 5809                 | Elizabeth        | 939                  |
| Wood          | 86.088               | Parkersburg      | 31.617               |
| Wyoming       | 23.674               | Pineville        | 655                  |

Alabama · Alaska · Arizona · Arkansas · Californië · Colorado · Connecticut · Delaware · Florida · Georgia · Hawaï · Idaho · Illinois · Indiana · Iowa · Kansas · Kentucky · Louisiana · Maine · Maryland · Massachusetts · Michigan · Minnesota · Mississippi · Missouri · Montana · Nebraska · Nevada · New Hampshire · New Jersey · New Mexico · New York · North Carolina · North Dakota · Ohio · Oklahoma · Oregon · Pennsylvania · Rhode Island · South Carolina · South Dakota · Tennessee · Texas · Utah · Vermont · Virginia · Washington · West Virginia · Wisconsin · Wyoming